# Herminia pedipilalis
Herminia pedipilalis är en fjärilsart som beskrevs av Achille Guenée 1854. Herminia pedipilalis ingår i släktet Herminia och familjen nattflyn. Inga underarter finns listade i Catalogue of Life.